# 斋木昭隆
斋木昭隆（日语：齋木昭隆，1952年10月10日—）神奈川县人，毕业于东京大学，日本外交官。2016年退休。

## 生平
- 1952年（昭和27年） 出生在日本神奈川县。
- 1975年（昭和50年）11月 外务公务员采用上级试验合格。
- 1976年（昭和51年）3月 东京大学教养学部毕业。
- 1976年（昭和51年）4月 外务省入职。
- 1977年（昭和52年） 英语研修。
- 1979年（昭和54年） 在美国的日本国大使馆二等书记官。
- 1981年（昭和56年）6月 北美局北美第一课。
- 1983年（昭和58年）6月 北美局北美第一课首席事务官。
- 1983年（昭和58年）11月 经济局国际经济第一课首席事务官。
- 1986年（昭和61年）7月 第二课首席事务官。
- 1988年（昭和63年）9月 国际机关日本政府代表部一等书记官。
- 1993年（平成5年）8月 欧亚局西欧第二课长。
- 1995年（平成7年）1月 经济局国际机关第二课长。
- 1997年（平成9年）2月 经济局国际经济第二课长。
- 1997年（平成9年）9月 小渕恵三外务大臣秘书官。
- 1998年（平成10年）7月 内阁副广报官。
- 2000年（平成12年）8月 经济局外务参事官。
- 2000年（平成12年）9月 大臣官房人事课长。
- 2002年（平成14年）9月 亚洲大洋洲局次长。
- 2006年（平成18年）1月 在美国的日本国大使馆公使。
- 2008年（平成20年）1月 亚洲大洋洲局局长。
- 2012年（平成24年）9月 外务审议官（政务）。
- 2013年（平成25年）6月 事務次官。
- 2016年（平成28年）6月 退職。

## 荣誉

### 外国勋章奖章
- 奥兰治-拿骚大军官勋章（荷兰，2014年10月25日公布[1]）：荷兰国王威廉-亚历山大于2014年10月29日至31日对日本进行国事访问。

## 同期
- 儿玉和夫（联合国常驻大使（次席）、外务报道官）
- 国方俊男（驻捷克大使）
- 小菅淳一（驻约旦大使、驻阿富汗大使）
- 高田稔久（驻肯尼亚大使）
- 福川正浩（驻秘鲁大使）
- 西宫伸一（外务审议官、纽约总领事、北美局长）
- 木寺昌人（外务省大臣官房长、国际协力局长、內閣官房副長官補、12年駐中華人民共和國大使）
- 鹤冈公二（综合外交政策局长、地球规模课题审议官）
- 篠田研次（国际情报统括官）
- 田尻和宏（广州总领事）
- 高桥邦夫（11年驻尼泊尔大使、09年驻斯里兰卡大使）
- 久枝譲治（11年驻阿曼大使）
- 加茂佳彦（檀香山总领事）
- 高瀬康夫（12年驻牙买加兼伯利兹兼巴哈马大使、09年驻东加大使）
- 渡部和男（12年驻哥伦比亚大使）
- 小泉崇（12年驻保加利亚大使）
- 长内敬（驻拉脱维亚大使）
- 今井治（驻厄瓜多尔大使）